# Coly (Dordogne)
Pour les articles homonymes, voir Coly.
Coly est une ancienne commune française située dans le département de la Dordogne, en région Nouvelle-Aquitaine.
Au 1er janvier 2019, elle est intégrée à la commune nouvelle de Coly-Saint-Amand en tant que commune déléguée.

## Géographie

### Généralités

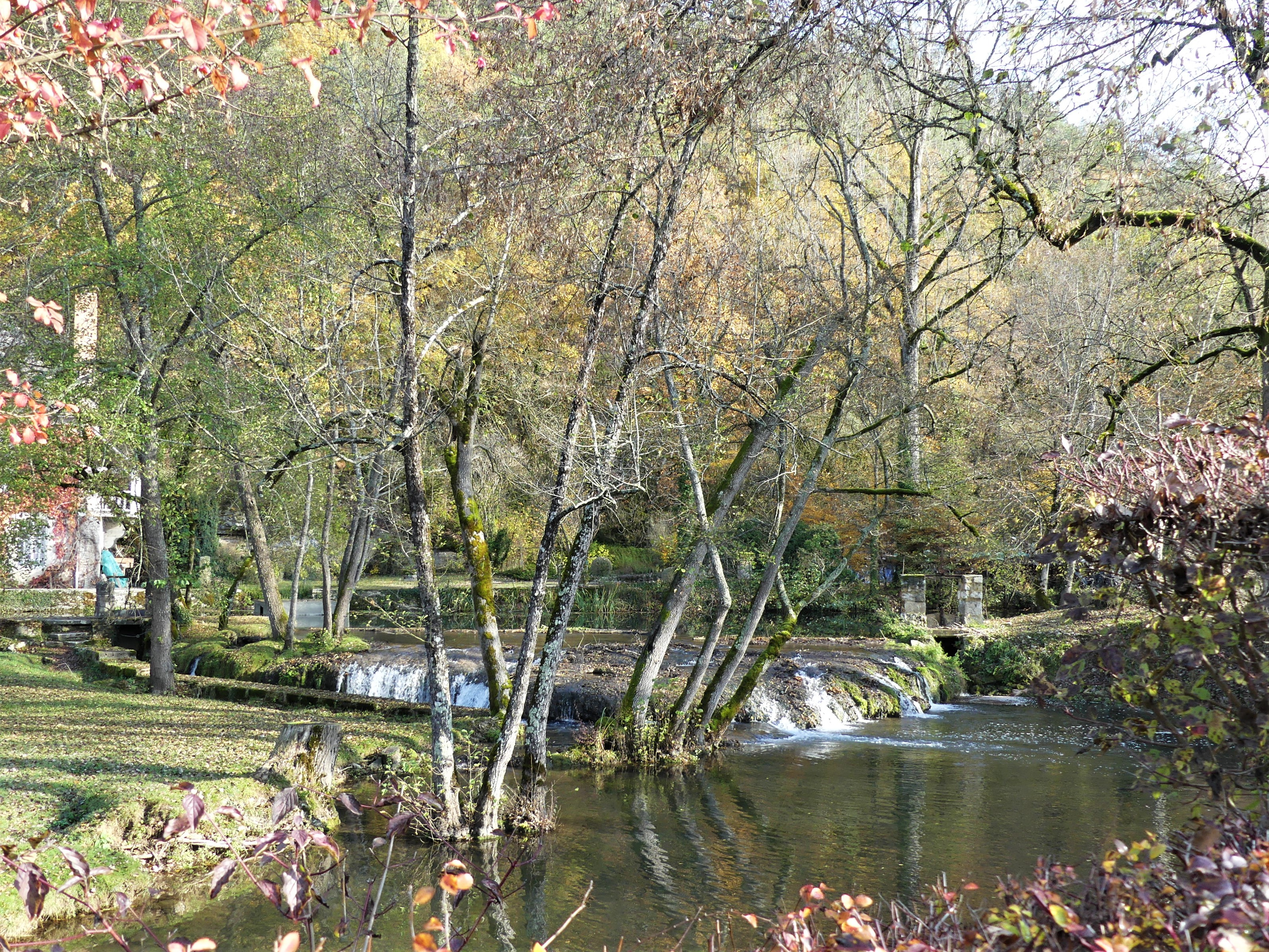
Le Coly au pied du manoir d'Hautegente.

La commune déléguée de Coly représente la partie nord-est de la commune nouvelle de Coly-Saint-Amand.
Située dans l'est du département de la Dordogne, en Périgord noir, la commune déléguée de Coly s'étend sur 8,01 km2. Elle est arrosée par le Coly et son affluent la Chironde dont la confluence s'effectue au sud-est du bourg de Coly.
L'altitude minimale avec 105 mètres se trouve localisée à l'extrême nord, près du lieu-dit Bouch, là où le Coly quitte la commune et sert de limite entre celles de Condat-sur-Vézère et de Terrasson-Lavilledieu. L'altitude maximale avec 246 ou 251 mètres est située au nord-est,. Sur le plan géologique, le sol se compose essentiellement de calcaires du secondaire, hormis en vallées du Coly et de la Chironde recouvertes d'alluvions holocènes.
Traversé par la route départementale (RD) 62 et bordé par le Coly, le bourg est situé, en distances orthodromiques, six kilomètres au sud-ouest de Terrasson-Lavilledieu et huit kilomètres à l'est-nord-est de Montignac-Lascaux.
Le territoire est également desservi au sud par la RD 64.
Entre Saint-Amand-de-Coly et Terrasson-Lavilledieu, le GR 461 traverse sur quatre kilomètres et demi le territoire communal du sud au nord-est, passant dans le bourg.

### Communes limitrophes
En 2018, année précédant la création de la  commune nouvelle de Coly-Saint-Amand, Coly était limitrophe de quatre autres communes.
| Condat-sur-Vézère |                     | Terrasson-Lavilledieu |
|                   | Coly                |                       |
|                   | Saint-Amand-de-Coly | La Cassagne           |

## Urbanisme

### Villages, hameaux et lieux-dits
Outre le bourg de Coly proprement dit, le territoire se compose d'autres villages ou hameaux, ainsi que de lieux-dits :
- Biat
- Bois de l'Abbaye
- Bois de Pieraud
- la Boissière
- Bouch
- Chante-Merle
- les Costes
- le Coustal
- la Croix de Marsal
- Fai Perdu
- Gourson
- la Grave
- les Graves
- la Gravette
- les Grèzes de la Grave
- Haute Jante
- Maison Seule
- la Rivière
- la Rivière[Note 2].

## Toponymie
La première mention écrite connue du lieu date de l'an 1406 et se réfère à son château (Castrum de Coly). En 1450, sur le cartulaire de l'abbaye de Saint-Amand figure la graphie « Coli »,. Le lieu a pris le nom du cours d'eau au bord duquel il est établi. Ce nom dérive peut-être de colinar, signifiant « couler » en ancien occitan.
En occitan, la commune porte le nom de En Còli.

## Histoire

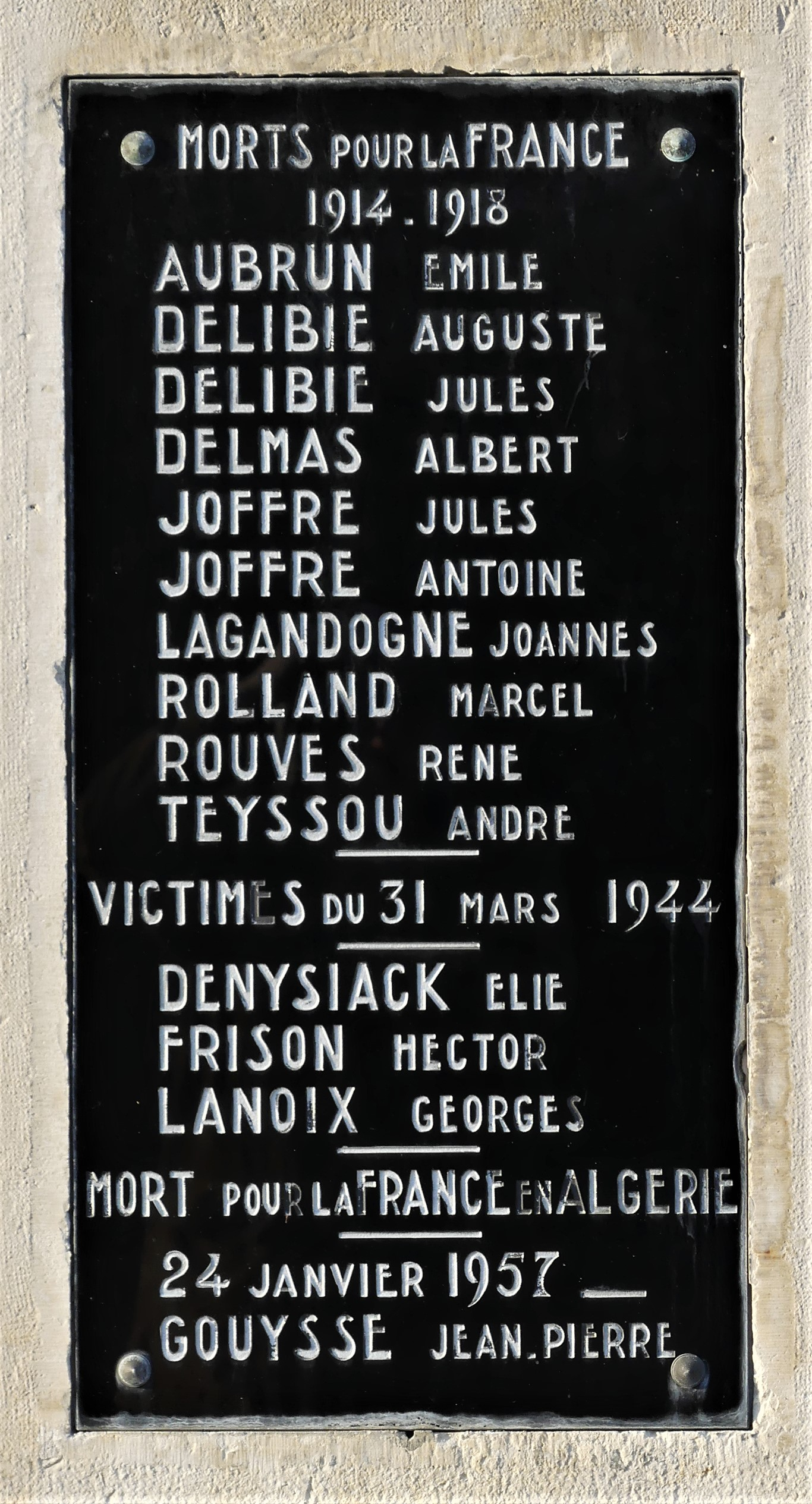
La plaque du monument aux morts.

Résidence des abbés de l'abbaye de Saint-Amand, le château de Coly, dont il reste des ruines, est mentionné au début du XVe siècle. Les Anglais furent chassés de Coly en 1411.
Le 31 mars 1944, une trentaine de militaires allemands de la division Brehmer investissent le bourg, fusillent deux personnes, au lieu-dit Fassarel : un ouvrier agricole ainsi qu'un boulanger qui ravitaillait la Résistance, et abattent un réfugié d'origine polonaise.
Au 1er janvier 2019, la commune fusionne avec Saint-Amand-de-Coly pour former la commune nouvelle de Coly-Saint-Amand. À cette date, les deux communes fondatrices deviennennt communes déléguées.

## Politique et administration

### Rattachements administratifs et électoraux
Dès 1790, la commune de Coly est rattachée au canton de Terrasson (devenu canton de Terrasson-la-Villedieu en 1963, puis renommé en canton de Terrasson-Lavilledieu en 1997) qui dépend du district de Montignac jusqu'en 1795, date de suppression des districts. En 1801, le canton est rattaché à l'arrondissement de Sarlat (devenu l'arrondissement de Sarlat-la-Canéda en 1965).

### Intercommunalité
Fin 2003, Coly intègre la communauté de communes du Terrassonnais. Celle-ci est dissoute au 31 décembre 2013 et remplacée au 1er janvier 2014 par la communauté de communes du Terrassonnais en Périgord noir Thenon Hautefort.

### Administration municipale
La population de la commune étant comprise entre 100 et 499 habitants au recensement de 2011, onze conseillers municipaux ont été élus en 2014,. Ceux-ci sont membres d'office du  conseil municipal de la commune nouvelle de Coly-Saint-Amand, jusqu'au renouvellement des conseils municipaux français de 2020.

### Liste des maires

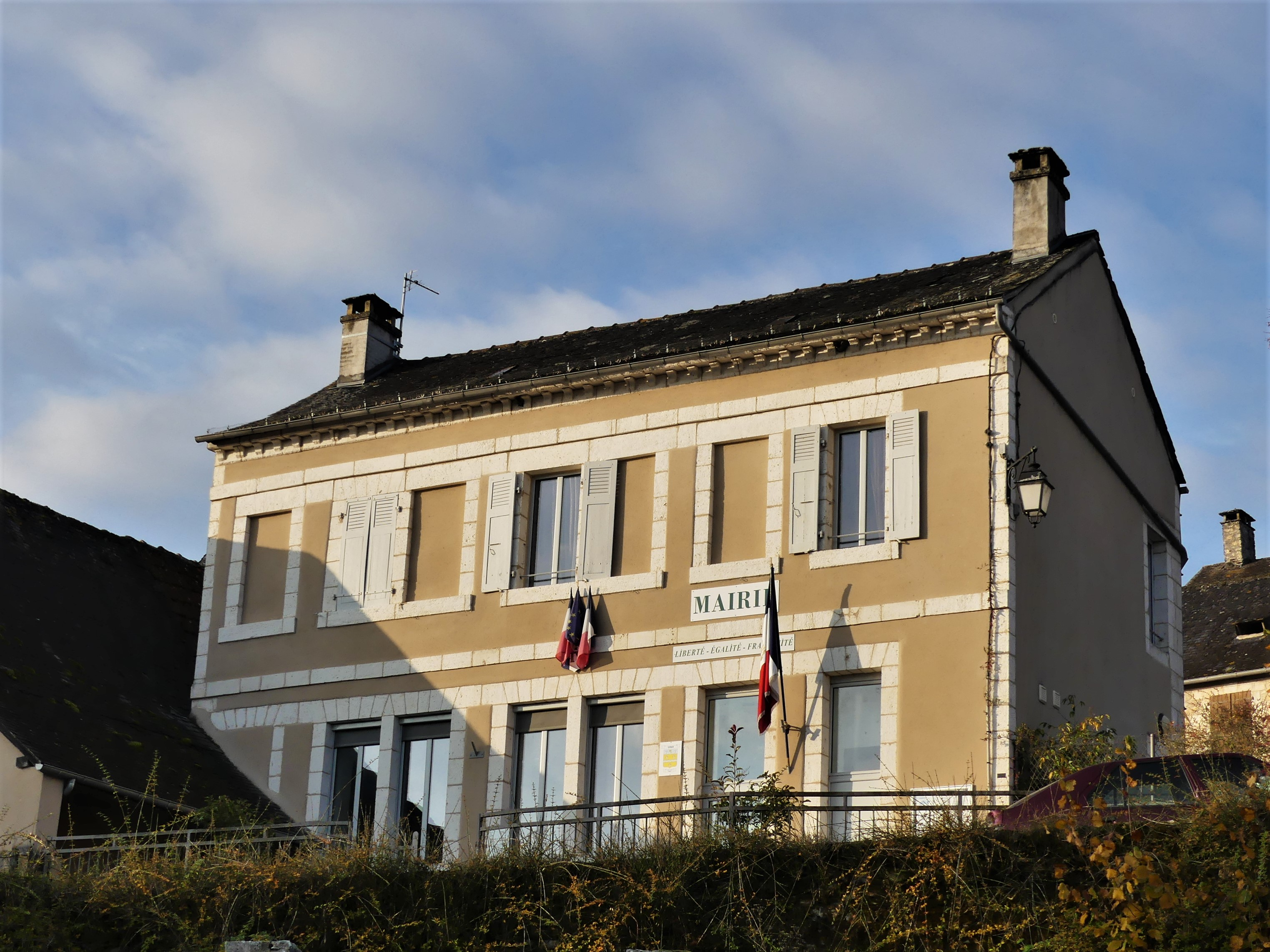
La mairie en 2018.

| Période                                  | Période       | Identité                   | Étiquette | Qualité                            |
| ---------------------------------------- | ------------- | -------------------------- | --------- | ---------------------------------- |
| Les données manquantes sont à compléter. |               |                            |           |                                    |
|                                          |               |                            |           |                                    |
| 1885 ou avant                            | 1887          | Ch. Debrégeas              |           |                                    |
| 1887                                     | mai 1888      | Pierre Teyssou             |           | Adjoint faisant fonctions de maire |
| mai 1888                                 | 1895 ou après | Pierre (Guillaume) Teyssou |           |                                    |
|                                          |               |                            |           |                                    |
| 1906 ou avant                            | 1944          | (Pierre) Joseph Magne      |           |                                    |
| 1944                                     | novembre 1947 | René Delmas                |           |                                    |
| novembre 1947                            | 1948 ou 1949  | Jean (Étienne) Mallet      |           |                                    |
| février 1949                             | 1976 ou 1977  | Charles Mallet             |           |                                    |
| mars 1977                                | juin 1995     | Jean Mallet                |           | Retraité                           |
| juin 1995                                | mars 2001     | Bernard Crétin             |           |                                    |
| mars 2001                                | mars 2014     | Philippe Joffre            | SE        | Ingénieur automobile retraité      |
| mars 2014                                | décembre 2018 | Jean-Michel Demonein       |           | Directeur de site, retraité        |

| Période                          | Période  | Identité             | Étiquette | Qualité                                                      |
| -------------------------------- | -------- | -------------------- | --------- | ------------------------------------------------------------ |
| janvier 2019 (réélu en mai 2020) | En cours | Jean-Michel Demonein |           | Directeur de site, retraité Ancien maire de Coly (2014-2018) |

### Instances judiciaires
Dans les domaines judiciaire et administratif, Coly relève : 
- du tribunal d'instance, du tribunal de grande instance, du tribunal pour enfants, du conseil de prud'hommes, du tribunal de commerce et du tribunal paritaire des baux ruraux de Périgueux ;
- de la cour d'assises et du tribunal des affaires de Sécurité sociale de la Dordogne ;
- de la cour d'appel, du tribunal administratif et de la cour administrative d'appel de Bordeaux.

## Population et société

### Démographie
Les habitants de Coly se nomment les Colynois.
En 2018, dernière année pour laquelle la commune était indépendante, Coly comptait 209 habitants. À partir du XXIe siècle, les recensements des communes de moins de 10 000 habitants ont lieu tous les cinq ans (2005, 2010, 2015 pour Coly). Depuis 2006, les autres dates correspondent à des estimations légales.
Au 1er janvier 2022, la commune déléguée de Coly compte 214 habitants.
| 1793 | 1800 | 1806 | 1821 | 1831 | 1836 | 1841 | 1846 | 1851 |
| ---- | ---- | ---- | ---- | ---- | ---- | ---- | ---- | ---- |
| 266  | 241  | 270  | 269  | 287  | 308  | 310  | 312  | 315  |

| 1856 | 1861 | 1866 | 1872 | 1876 | 1881 | 1886 | 1891 | 1896 |
| ---- | ---- | ---- | ---- | ---- | ---- | ---- | ---- | ---- |
| 312  | 301  | 294  | 303  | 304  | 308  | 297  | 288  | 252  |

| 1901 | 1906 | 1911 | 1921 | 1926 | 1931 | 1936 | 1946 | 1954 |
| ---- | ---- | ---- | ---- | ---- | ---- | ---- | ---- | ---- |
| 260  | 246  | 226  | 178  | 163  | 188  | 176  | 158  | 188  |

| 1962 | 1968 | 1975 | 1982 | 1990 | 1999 | 2005 | 2006 | 2010 |
| ---- | ---- | ---- | ---- | ---- | ---- | ---- | ---- | ---- |
| 163  | 159  | 174  | 168  | 193  | 230  | 219  | 218  | 224  |

| 2015 | 2018 | - | - | - | - | - | - | - |
| ---- | ---- | - | - | - | - | - | - | - |
| 218  | 209  | - | - | - | - | - | - | - |

### Enseignement
L'école primaire de Coly a fermé définitivement en juin 2018. Les élèves vont désormais à celle de Saint-Amand-de-Coly.

## Économie
Les données économiques de Coly sont incluses dans celles de la commune nouvelle de Coly-Saint-Amand.

## Culture locale et patrimoine

### Lieux et monuments
- Église Saint-Raphaël du XIIe siècle[25],[26].
- Ruines du château fort des abbés de Saint-Amand, bâti au XIIe siècle pour protéger l'accès à l'abbaye[25],[27].
- Le manoir de Hautegente, ou d'Hautegente[28], du XVIIIe siècle, est à l'origine le moulin de l'abbaye de Saint-Amand, transformé en hôtel-restaurant de luxe[29],[30],[31].
- Le manoir de Bouch qui date du XVIe siècle servait de pavillon de chasse pour les évêques de Sarlat ; il a été modifié au XIXe siècle[32].
- Le monument aux morts[33].

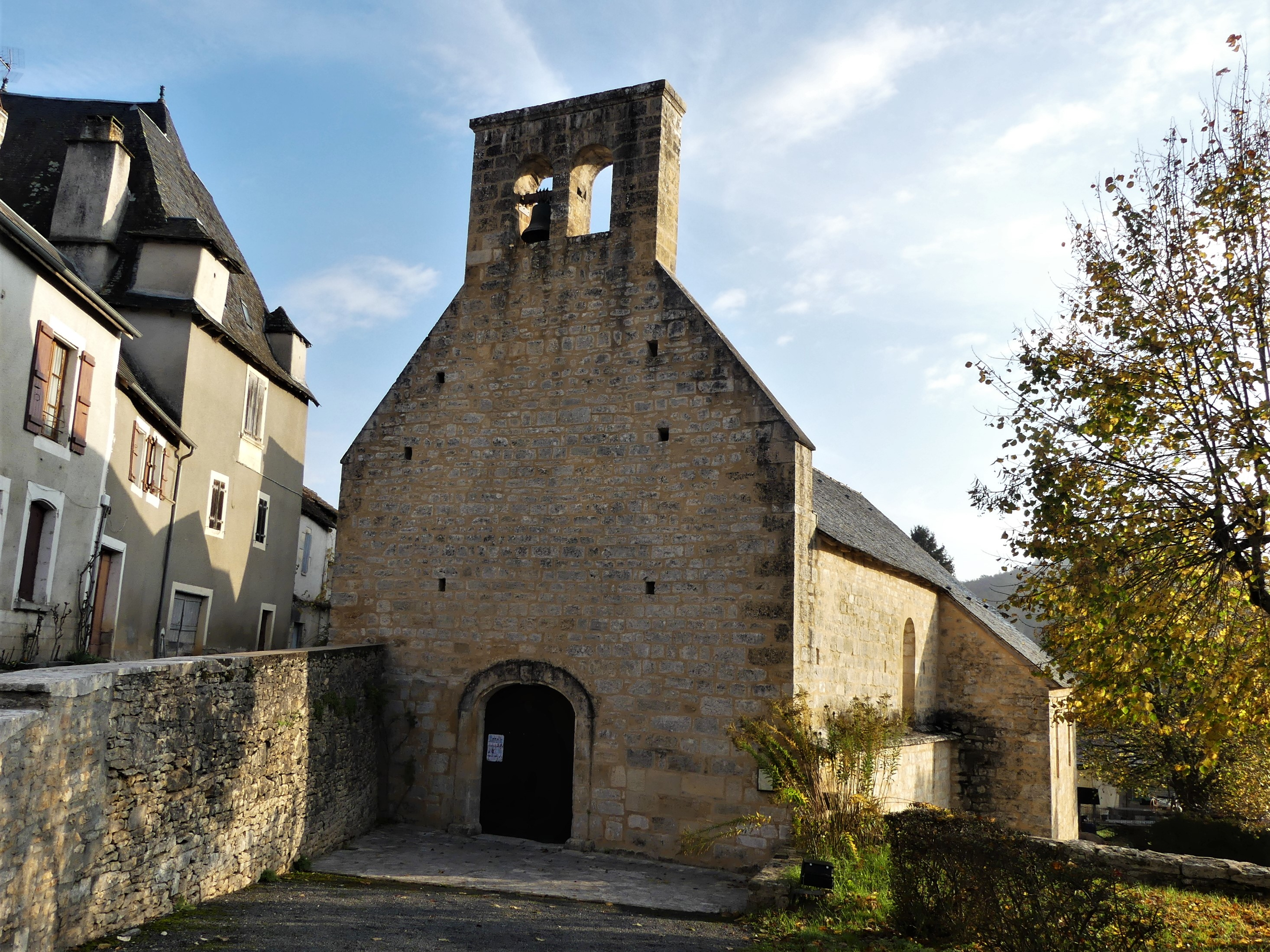
L'église Saint-Raphaël.
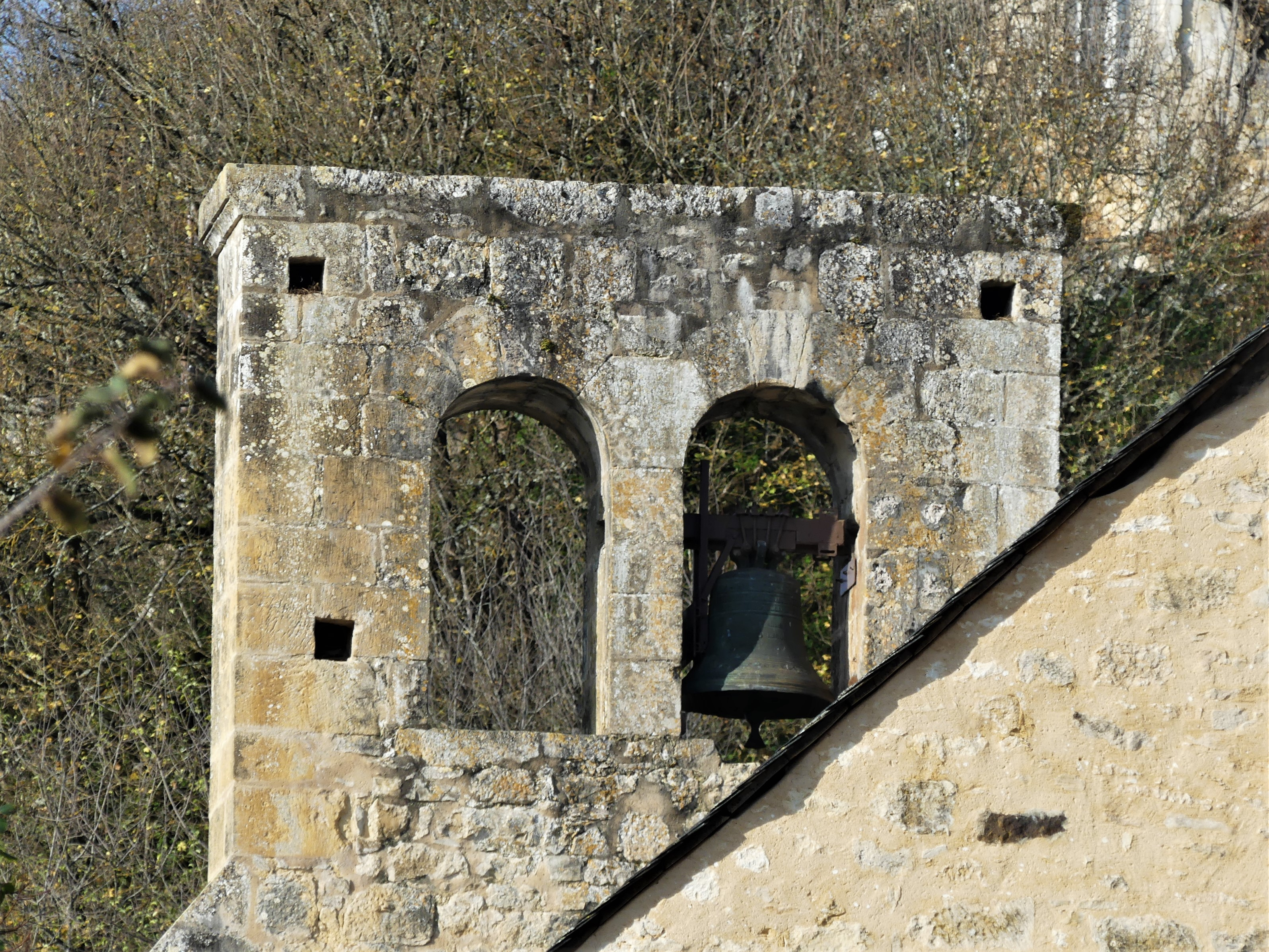
Son clocher-mur.
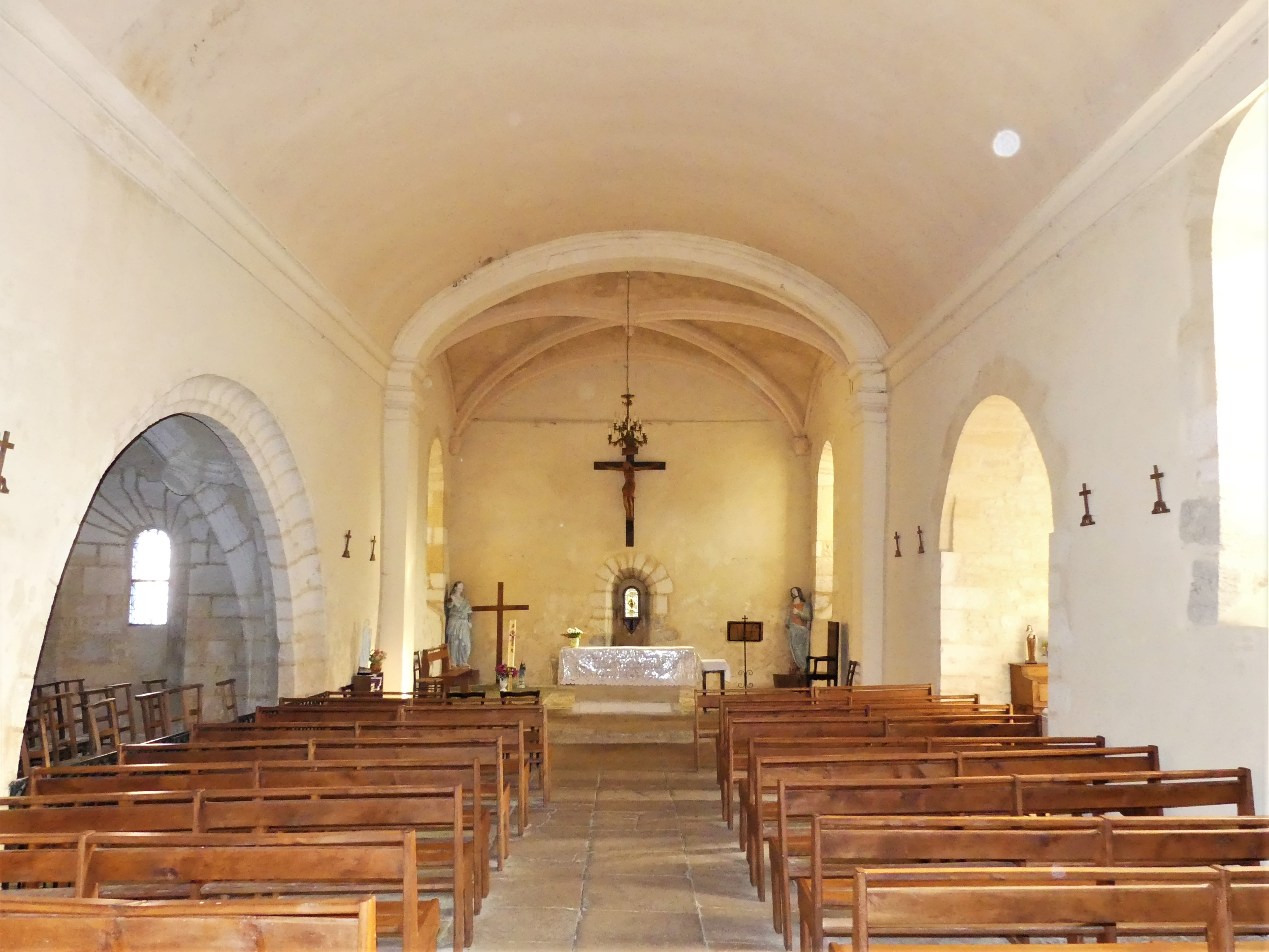
Sa nef.
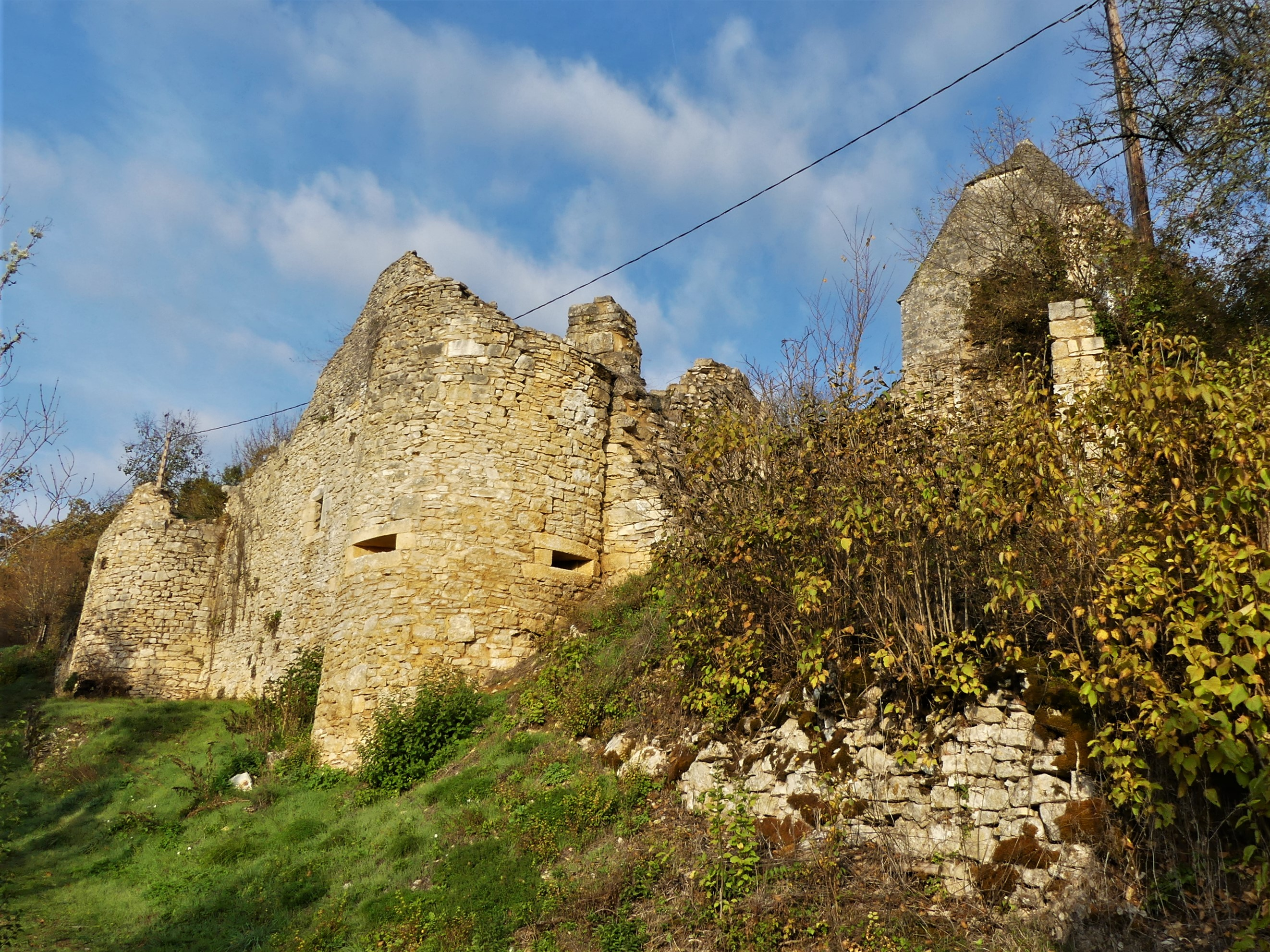
Les ruines du château.
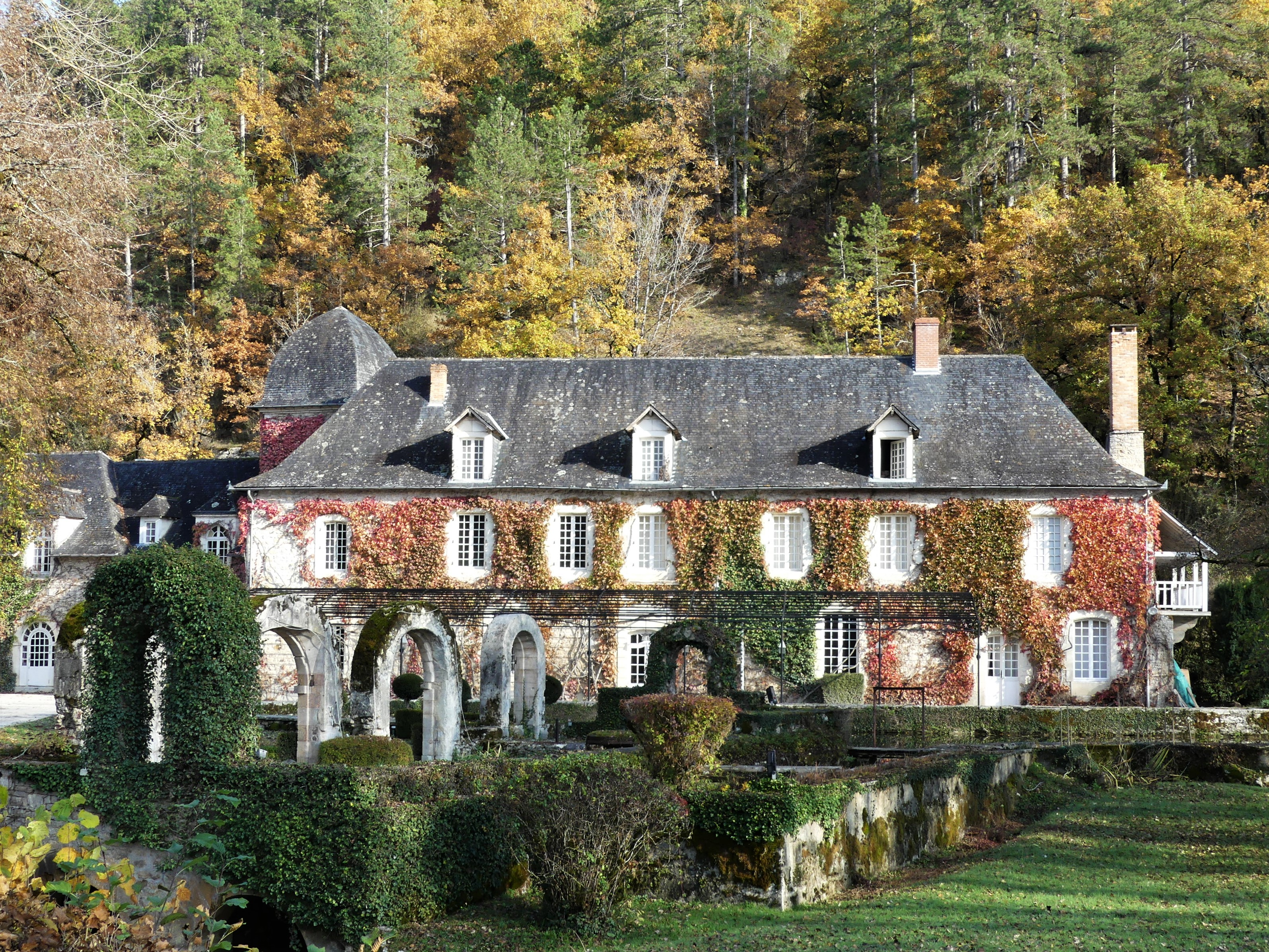
Le manoir d'Hautegente.
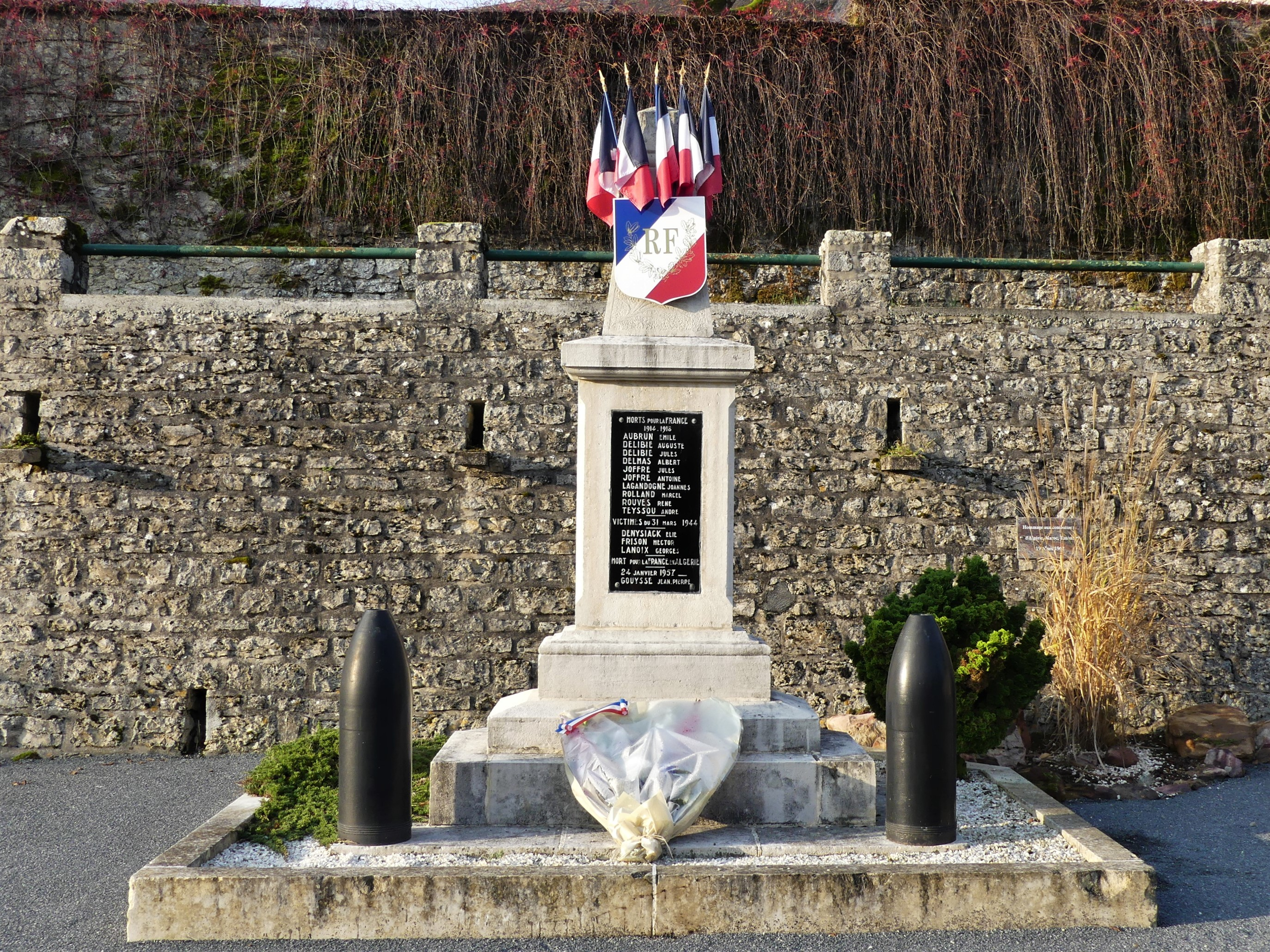
Le monument aux morts.

### Patrimoine naturel
La majeure partie du territoire communal correspond aux coteaux du Coly et de son affluent la Chironde. Ils forment le causse de Terrasson, partagé avec neuf autres communes, qui est une zone naturelle d'intérêt écologique, faunistique et floristique (ZNIEFF) de type II, protégée pour vingt espèces de plantes considérées comme espèces déterminantes : Astragale de Montpellier (Astragalus monspessulanus), Doronic à feuilles cordées (Doronicum pardalianches), Euphorbe de Séguier (Euphorbia seguieriana), Gesse blanchâtre (Lathyrus pannonicus), Ibéris amer (Iberis amara), Isopyre faux-pigamon (Isopyrum thalictroides), Laîche digitée (Carex digitalis), Laîche humble (Carex humilis), Laitue vivace (Lactuca perennis), Leuzée conifère (Rhaponticum coniferum), Lis martagon (Lilium martagon), Millepertuis des montagnes (Hypericum montanum), Néottie nid d'oiseau (Neottia nidus-avis), Orchis singe (Orchis simia), Pigamon jaune (Thalictrum flavum), Plantain toujours vert (Plantago sempervirens), Renoncule des marais (Ranunculus paludosus), Sabline des chaumes (Arenaria controversa), Scille à deux feuilles (Scilla bifolia) et Spirée à feuilles de millepertuis (Spiraea hypericifolia),.

### Héraldique
| Blason de Coly (Dordogne) | Blason  | D'argent, papelonné d'or, à la fasce ondée abaissée d'azur. |
| Blason de Coly (Dordogne) | Détails | Le statut officiel du blason reste à déterminer.            |